# 母恵夢
株式会社母恵夢（ぽえむ、英: Poe'me Co., Ltd.）は愛媛県東温市に本社を置く製菓の製造販売を行う企業。主力商品は社名と同じ乳菓「母恵夢」である。同社の直営売店はカタカナの「ポエム」を名乗る。同社は今治市に本社を置く母恵夢本舗の松山店が独立してできた会社である。

## 沿革
- 1956年 - 松山市大街道商店街に創業
- 1966年 - 会社設立
- 2009年 - 東温市則之内に工場と物流拠点（東温センター）を開設、本社も同住所に移転。
- 2016年3月18日 - 母恵夢スイーツパーク[2]をオープン。
- 2019年1月11日 - 松山市大街道（ロープウェイ街）にフルーツ大福とおまんじゅうの店、しらさぎ舎[3]をオープン。
- 2023年7月15日 - しらさぎ舎を閉店[4]。

## 事業所
- 本社・工場・母恵夢スイーツパーク
愛媛県東温市則之内2585-1
- 旧営業所
広島営業所：広島県広島市西区南観音町20-1
- 旧本社
愛媛県松山市天山1丁目10-30 （直営店「天山ポエム」を併設・現在はスシロー松山天山店）
- 旧工場
松山工場： 松山市鷹の子町403-1

## 店舗
- 母恵夢の直営店は母恵夢スイーツパーク（東温市）、いよてつ高島屋店（松山市）、松山三越店（松山市）[5]。

このほか松山空港、高速道路のサービスエリア（石鎚山サービスエリア、伊予灘サービスエリアなど）、松山観光港、JR四国の四国キヨスク、道後湯之町ポエム、スーパーマーケット、道後温泉や松山近郊のホテルなどでも取り扱われている。今治市や新居浜市にある小売店は母恵夢本舗の小売店である。
また、全国の百貨店で開催される催事にも出店している。
かつては三津店・重信店・タルミ店・川内店・お堀端店・サニーマート久米店・古川店・まさき公園店・新空港通り店・大街道母恵夢・道後店・八幡浜店が営業していたが、既に閉鎖している。かつては岡山や広島でも店舗があった。
- しらさぎ舎　愛媛県松山市大街道3-4-11
  - 2023年7月15日、閉店[4]。

## 主力商品

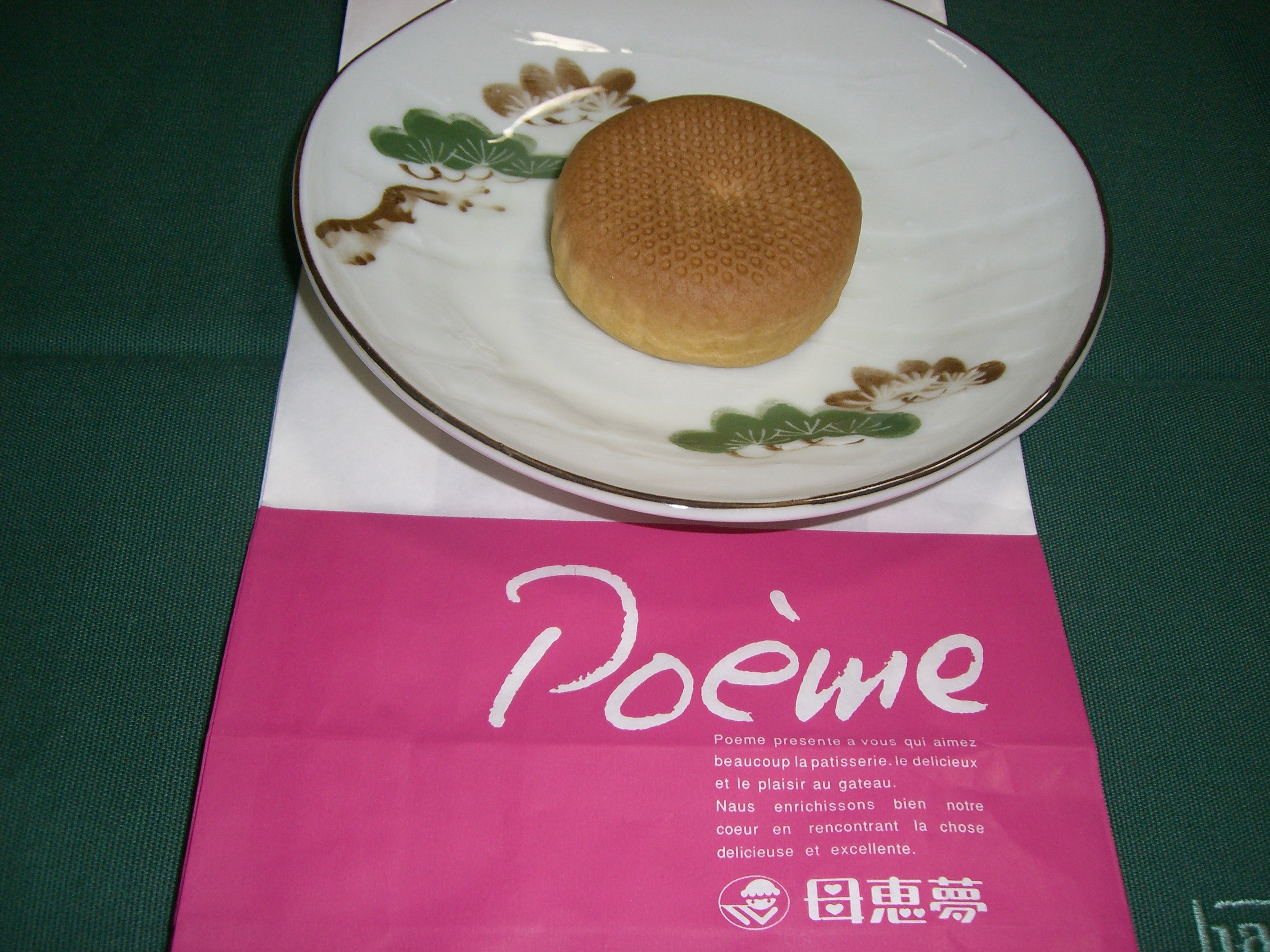
母恵夢

- 母恵夢[6]
代表銘菓。白餡に卵の黄身を加えた黄身餡を、バターを使用した口溶けのよい生地で包んだもの。先々代・岡田運太郎が1950年「バター万十」の名で発売、1953年「母恵夢」に改名した[7]。
- ベビーポエム[8]
上記の母恵夢を食べやすい大きさに小型化したもの。愛媛県限定の商品や、季節限定のフレーバーがある。
  - 愛媛のみかん（愛媛地区限定）
  - 道後温泉パッケージ（愛媛地区限定）
  - 桜、宇治抹茶（春季）
  - 瀬戸内レモン、桃（夏季）
  - 秋栗、林檎（秋季）
  - ショコラ（※冬のショコラ（～2016年、2019年に再販）、ビターショコラ（2017年）、苺（※あまおう苺･2019年） （冬季）
  - クリームチーズ（キリとのコラボ商品（2018年、2019年））
過去に販売されたもの：マンゴー
- 生母恵夢[9]（2019年11月発売）
アーモンドミルクを加えた黄味餡を、鳴門金時をベースに愛媛県産のみかん果汁で卵色に仕立てた生地で包んだお菓子。焼成前の母恵夢をイメージしている。
- クリームサンドサブレ[10]
- 媛の手織りパイ[11]
- 手づ栗パイ[12]
- 母恵夢のこいミルク[13]（広島地区限定）
パッケージにカープ坊やがデザインされた、広島県限定の母恵夢。通常の母恵夢よりもしっとりしており、ミルクの風味と卵の黄身の濃い黄味餡が特徴。
- 過去に販売されたもの
  - 与喜芋
  - ポエムマーマン
  - ダックワーズ
  - プチポエム 愛媛のみかん：ベビーポエムよりさらに小さい一口サイズになり、生地と餡に愛媛県産温州みかんを練りこんでいる。パッケージイラストに愛媛県公式ゆるキャラ『みきゃん』を起用。
  - 一朶の雲

## 提供番組

### 現在
- EBC Live News（テレビ愛媛。土曜日17:30 - 17:55）
- めざましテレビ（テレビ愛媛。月～金 6時台のみ）
- そこまで言って委員会NP（南海放送）
- Ch.4×every.（南海放送。18時台のみ）
- noondaypop（エフエム愛媛。後半のみ、一社提供）

### 過去
- RNC news every.（西日本放送）
- RNC News リアルタイム（西日本放送）
- RNCワイドニュースプラス1（西日本放送）
- RNCワイド90プラス1（西日本放送）
- RNCニュースプラス1（西日本放送）
- 山陽TVイブニングニュース→RSKイブニングニュース（山陽放送）
- HOME Jステーション（広島ホームテレビ）
- KRY テレビ夕刊→プラス1やまぐち（山口放送。2000年代前半までスポンサーとなっていた）
- スッキリ!!（南海放送）
- シューイチ（南海放送）
- たかじんのそこまで言って委員会（南海放送）
- おかえりテレビ（南海放送）
- NNNきょうの出来事（南海放送ローカル。現在は終了）
- 天気予報（テレビ愛媛。一社提供）
- EBCスーパータイム→EBCザ・ヒューマン→EBCスーパーニュース→みんなのニュース えひめ→EBCプライムニュース（テレビ愛媛。土曜日のみ）